# كنيسة سيدة البشارة
كنيسة سيدة البشارة أو «كنيسة جبل اللويبدة» هي كنيسة كاثوليكية تقع في منطقة جبل اللويبدة في العاصمة الأردنية عمان. تتبع هذه الكنيسة للكاثوليكية الرومانية؛ عام 2012، احتفلت بمناسبة مرور 50 عاماً على تأسيسها.